# Macrobrachium lingyunense
Macrobrachium lingyunense is een garnalensoort uit de familie van de Palaemonidae. De wetenschappelijke naam van de soort is voor het eerst geldig gepubliceerd in 2006 door J. Li, Cai & Clarke.